# Celastrina musina
Celastrina musina är en fjärilsart som beskrevs av Pieter Cornelius Tobias Snellen 1892. Celastrina musina ingår i släktet Celastrina och familjen juvelvingar. Inga underarter finns listade i Catalogue of Life.